# Palamède de La Grandière
Pour les articles homonymes, voir De La Grandière.
Palamède-Pierre-Félix-Marie, vicomte de La Grandière[réf. nécessaire] est un homme politique français né le 1er janvier 1881 à Paris (VIIe) et décédé le 14 mars 1947 à  La Jumellière (Maine-et-Loire)
Petit-fils de l'amiral Pierre-Paul de La Grandière, il débute par une carrière militaire. Ancien élève de Saint-Cyr, il est lieutenant de cavalerie en 1914. Il passe sa licence en droit à la faculté de droit de Poitiers. D'abord lieutenant au 8e régiment de cuirassiers, il est ensuite affecté à l'armée d'Orient, il reçoit de nombreuses décorations étrangères. Il quitte l'armée avec le grade de chef d'escadron après la fin de la guerre et s'occupe de la gestion de ses domaines dans le Maine-et-Loire.
Conseiller municipal d'Angers en 1925 et 1929, il est rapporteur général du Budget de la ville et administrateur de l'hôpital. Il fonde la Ligue des Catholiques d'Anjou. Il est élu sénateur de Maine-et-Loire le 14 janvier 1934, et bien que non inscrit, siège à droite. En 1940, il est secrétaire du Sénat.

## Seconde guerre mondiale
Le 10 juillet 1940, il ne prend pas part au vote des pleins pouvoirs au maréchal Pétain.
En 1941, alors que le département de Maine-et-Loire se trouve en zone occupée par l’armée allemande, il intervient en faveur d’une famille juive autrichienne réfugiée. Sa sœur, Yvonne de Pimodan (née de La Grandière), héberge Sulamith Mehler et son fils George dans sa propriété de La Gemmeraie, près d’Angers. Palamède de La Grandière intervient, alors que son château de La Faultrière, à la Jumellière, est partiellement réquisitionné par l'armée allemande, pour obtenir la libération de Robert Mehler, interné comme étranger ennemi, afin qu’il puisse rejoindre sa famille. Cet épisode de sauvetage est relaté dans un témoignage vidéo de Sulamith Mehler, enregistré en 1993.
Il prenait ainsi un risque accru, d’autant que son neveu Roger de La Grandière, futur compagnon de la Libération, venait de fuir pour Londres après avoir été découvert pour ses activités clandestines en faveur de la France libre.
Il reste sénateur jusqu'à la fin de l'année 1941, bien que l'institution n'ait plus de rôle politique ou législatif.
Le 17 août 1944, le château de La Roche de Bran, situé à Montamisé et propriété de son épouse Élisabeth d’Andigné, est incendié par les troupes allemandes. L’attaque survient en représailles à la présence, dans une partie du château, de membres du groupe de résistance « Anatole », engagé contre l’occupant dans la Vienne. Quelques jours plus tard, ce groupe participe à la libération de Poitiers, où ses hommes figurent parmi les premiers résistants à entrer dans la ville dans la nuit du 25 août.

## Décorations
- Ordre national de la Légion d'honneur
- Croix de guerre 1914-1918 (France) (avec six citations)
- Ordre de l'Aigle blanc (Serbie)
- Croix de guerre (Grèce)
- Ordre du Mérite militaire de Roumanie

## Généalogie
- Il est fils de Augustin-Félix-Marie de La Grandière (1849-1918), capitaine, conseiller général du Finistère et de Blanche-Marie-Suzanne, fille du marquis de Saint-Genys (1860-1936) ;
- Il épouse en 1910  Jeanne-Marie Émilie Waudru d'Ursel (1889-1926) ;
- Il épouse en 1926 Simone d'Andigné de la Blanchaye (1892-1933), dont :
  - Annie de La Grandière (1931-2008) x Jacques de Becdelièvre, vicomte, colonel.
  - Gilles de La Grandière, vicomte x Anne Marguerite Marie Sophie Geneviève du Fresne de Virel.

## Sources
1. ↑  « de LA GRANDIERE Palamède », sur Sénat, 11 mai 2025 (consulté le 11 mai 2025)
2. ↑   [vidéo] « Sulamith Mehler Interview Clip, 1993 », Jake Kramer, 26 août 2019, 8:2 min (consulté le 11 mai 2025)
3. ↑  Commune de Montamisé, « Commune de Montamisé, Les dommages de guerre à Montamisé : août 1944 »  (consulté le 12 mai 2025)

- « Palamède de La Grandière », dans le Dictionnaire des parlementaires français (1889-1940), sous la direction de Jean Jolly, PUF, 1960 [détail de l’édition]